# Druckbleistift

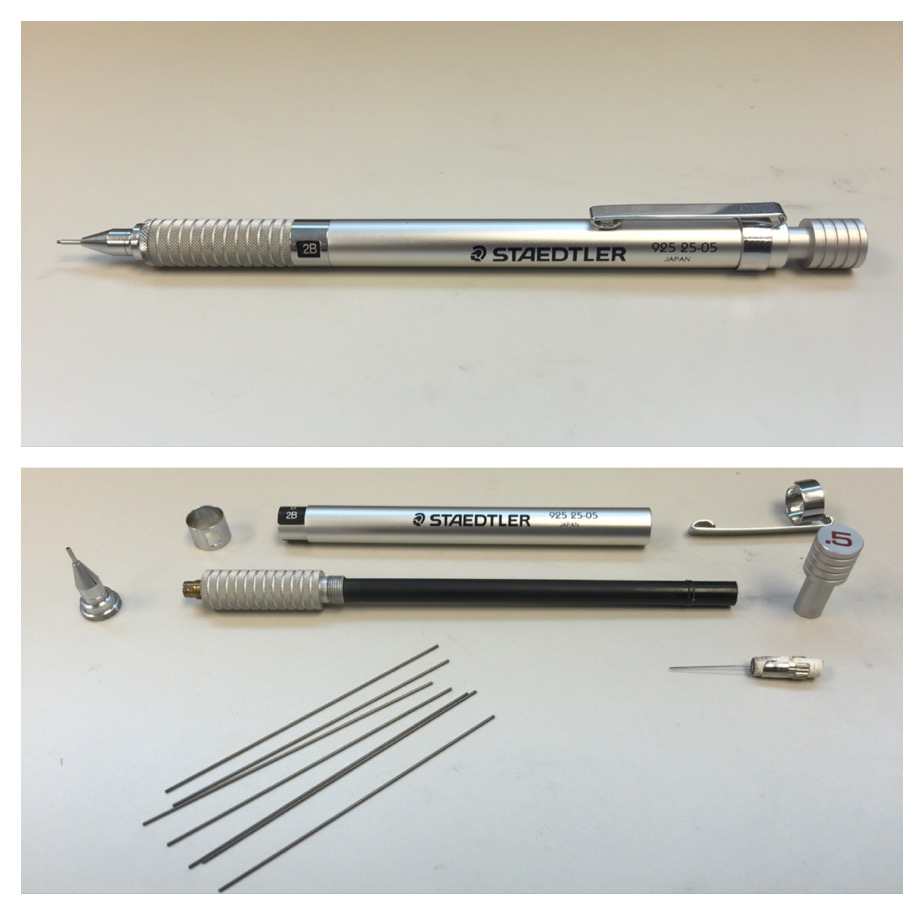
Feinminenstift von Staedtler

Ein Druckbleistift, Fallbleistift oder Minenschreiber (selten auch mechanischer Stift) verwendet statt des durch Anspitzen regelmäßig abzutragenden Holzmantels für die Schreibmine einen wiederverwendbaren Mantel aus Kunststoff oder Metall. Im Gegensatz zu Bleistiften und Farbstiften mit Holzmantel wird daher nie ein Bleistiftverlängerer benötigt, denn die Handhabbarkeit bleibt bei beliebiger Minenlänge stets gleich.

## Geschichte

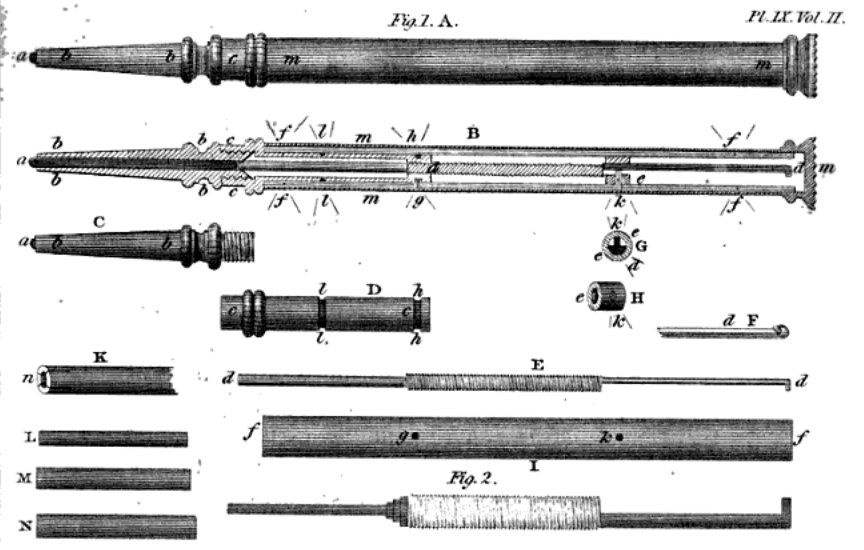
Patentzeichnung des „mechanical pencils“ von Sampson Mordan

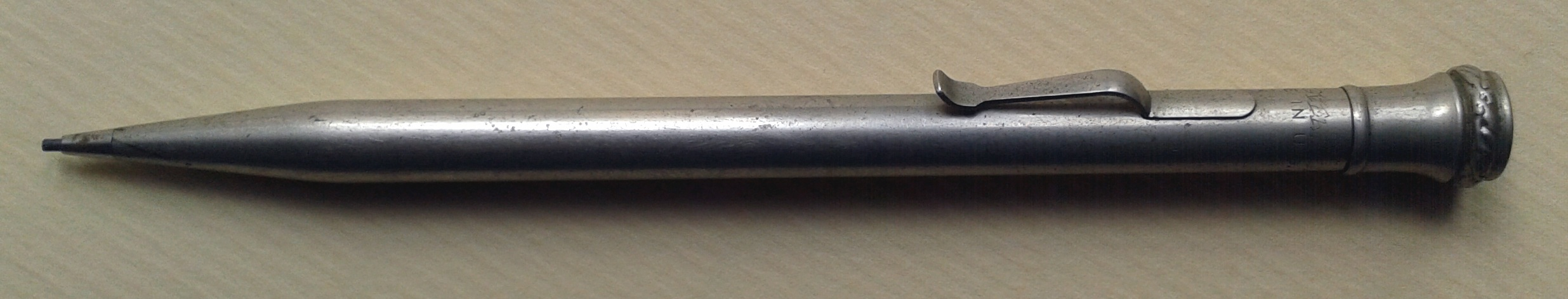
1915 von Charles R. Keeran patentierter Druckbleistift „Eversharp“

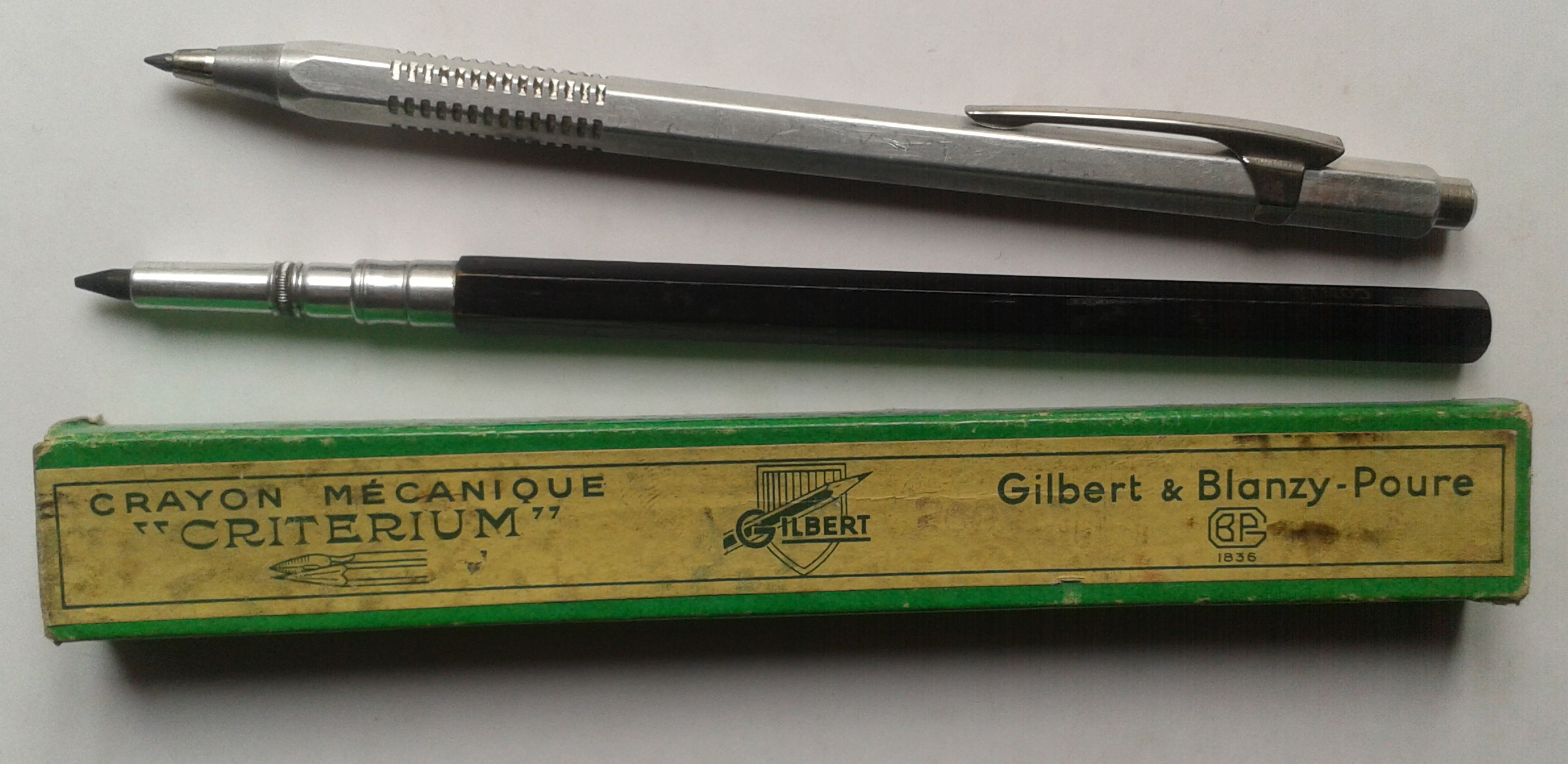
„Criterium 2603“, französischer Druckbleistift aus den 1950er Jahren, darunter hölzerner Minenschreiber

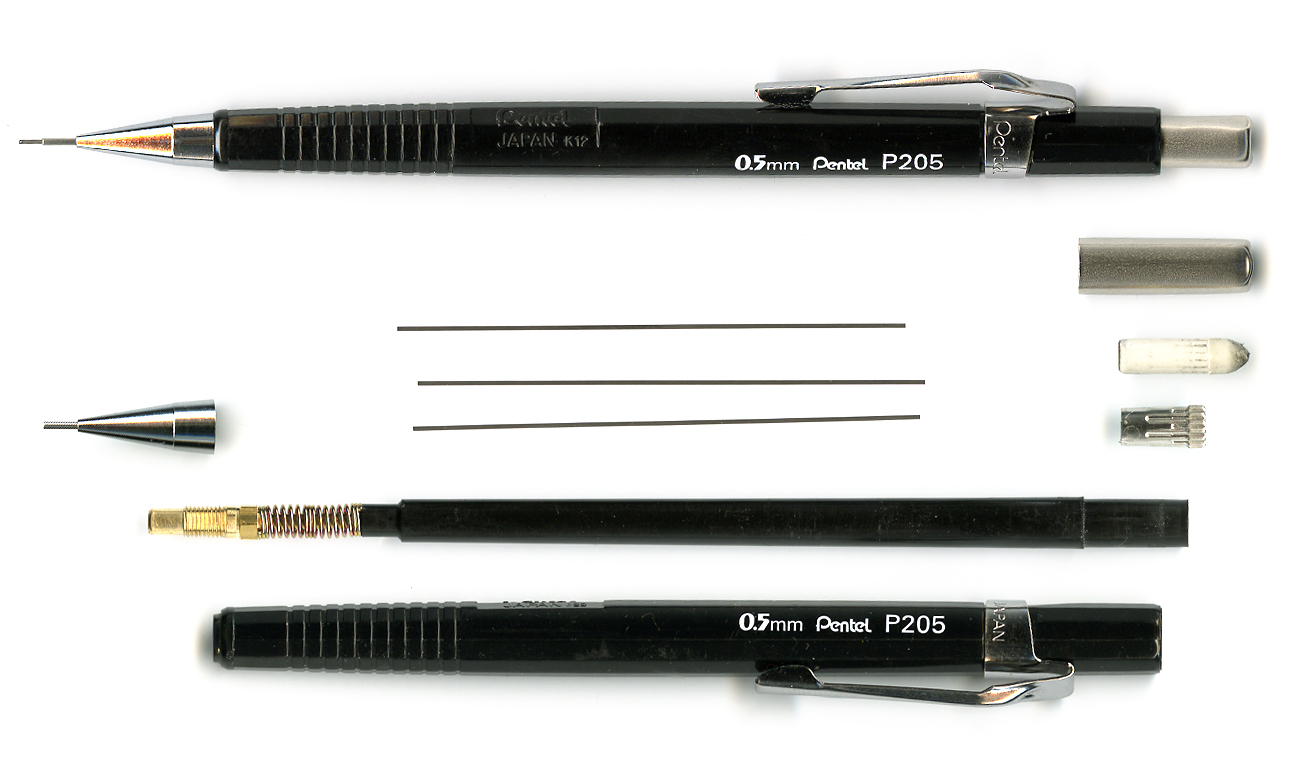
Zerlegter Feinminenstift von Pentel mit drei 0,5 mm Minen

Minenführung und -transport

Das früheste erhaltene Exemplar eines mechanischen Bleistifts wurde im Wrack der 1791 gesunkenen HMS Pandora gefunden. 1822 erhielten Sampson Mordan und John Isaac Hawkins in Großbritannien das erste Patent auf einen nachfüllbaren Bleistift. Nachdem er Hawkins ausgekauft hatte, vertrieb Mordan zwischen 1823 und 1837 den Bleistift zusammen mit seinem Partner Gabriel Riddle unter der Marke „SMGR“. Nach dem Ende der Partnerschaft produzierte Mordan die Bleistifte unter der Firma „S.MORDAN & CO.“ Das Unternehmen produzierte bis zum Zweiten Weltkrieg, als die Fabrik durch einen Bombenangriff zerstört wurde.
Insgesamt wurden zwischen 1822 und 1874 mehr als 160 Patente auf zahlreiche verschiedene Verbesserungen von Druckbleistiften erteilt. 1877 wurde der erste Stift mit Federvorrichtung patentiert, 1895 wurde ein Drehmechanismus entwickelt.
1915 brachte Tokuji Hayakawa in Japan einen Feinminenstift unter dem Namen Ever-Ready Sharp Pencil auf den Markt, der auf einem Schraubmechanismus basierte. Der Erfolg stellte sich jedoch erst ein, nachdem eine Firma aus Yokohama eine Großbestellung aufgab. Der Stift gab der Herstellerfirma später ihren Namen: Sharp.
Der unmittelbare Vorläufer der heute am weitesten verbreiteten Variante (mit Klemmzange) war jedoch eine Erfindung des Amerikaners Charles Rood Keeran. Er beantragte 1913 ein Patent auf seine Entwicklung, die Eintragung erfolgte 1915. Ab diesem Zeitpunkt wurden Keerans Stifte unter dem Markennamen Eversharp vertrieben.

## Heutige Form
Die heute wohl gebräuchlichste Form eines mechanischen Stiftes verwendet Minen mit einer Stärke von 0,2 mm bis 1,18 mm, die von einer Klemmzange in einer Führung gehalten werden. Durch leichtes Öffnen der Klemmzange mittels des Druckknopfs auf dem Stiftkopf oder auf der Seitenfläche wird die Mine einige Millimeter vorgeschoben. Im Mantel des Stiftes können weitere Minen aufbewahrt werden. Die Führung kann starr oder gefedert gelagert sein, je nach Einsatz im technischen oder seltener auch im künstlerischen Bereich. Die übliche Länge der Minen beträgt 60 mm.

## Fallminenstift

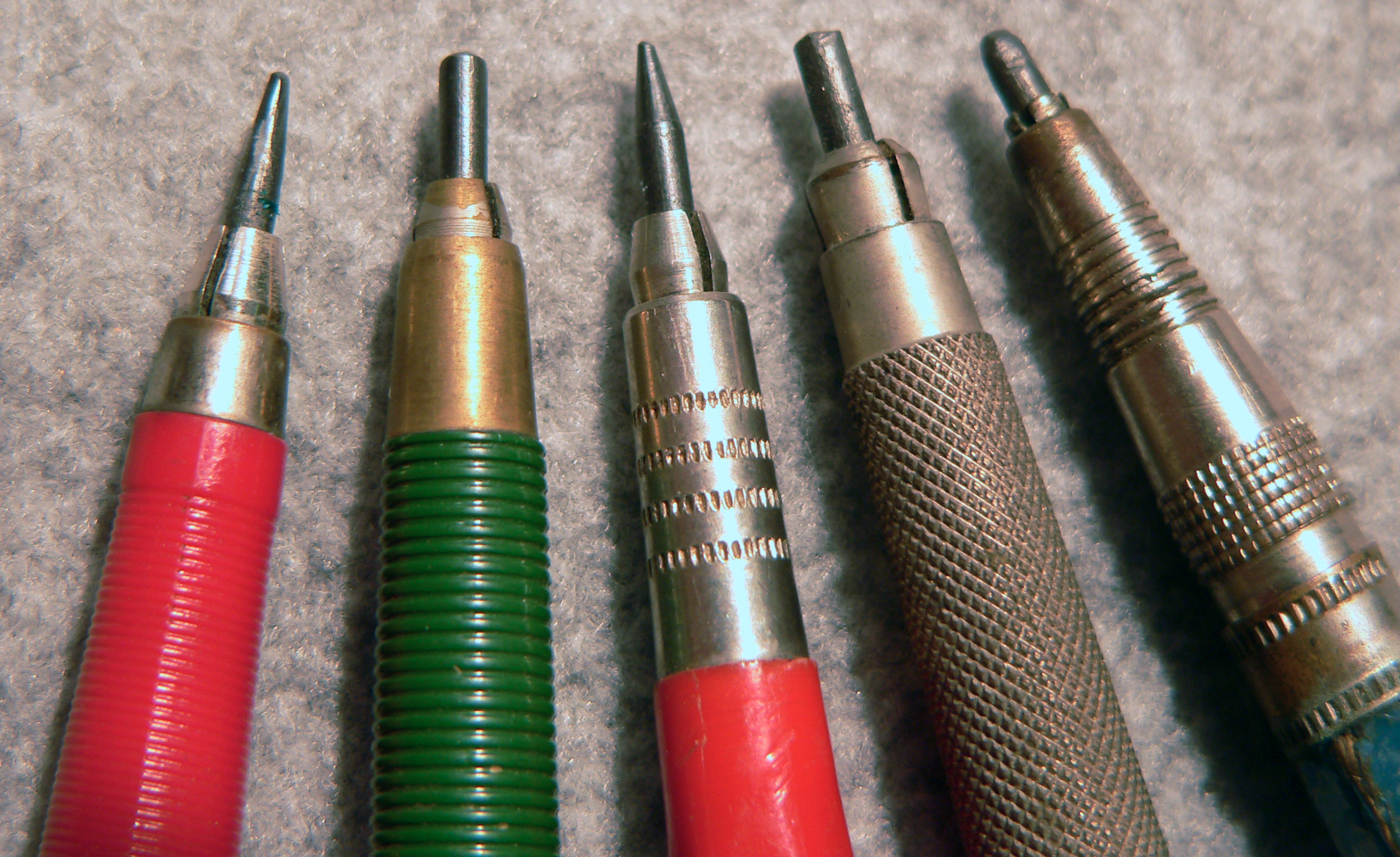
Fallminenstifte

Der Fallminenstift (auch: TK-Stift für Techniker und Künstler) ist der Vorläufer des Feinminenstiftes und ähnelt diesem, die Minen sind jedoch dicker (typisch: 2 mm; bis zu 6 mm) und länger. Eine Zange in der Stiftspitze fixiert die Mine. Sie lässt sich auf Knopfdruck lösen, sodass die Mine herausfällt. Passend zu den Stiften gibt es Bleistift-Minen in allen Härtegraden und Buntstift-Minen.
Die Mine wird mit Sandpapier angespitzt oder mit einem speziellen Anspitzer (auch Dahle, Spitzmühle, Gedess). Bei manchen Stiften ist ein Anspitzer in der Kappe eingebaut.
Verbreitet waren Fallminenstifte in den 1970er und 1980er Jahren; heute sind Druckbleistifte gebräuchlicher. Fallminenstifte werden vor allem noch zum Zeichnen und Skizzieren eingesetzt. Der besondere Vorteil liegt darin, dass die Mine je nach Einsatzaufgabe unterschiedlich gespitzt oder zugeschliffen werden kann (z. B. meißelförmig zum Ziehen von Linien). Zudem sind die Minen bruchfester als die meist dünneren Minen von Druckbleistiften.

## Weitere Varianten

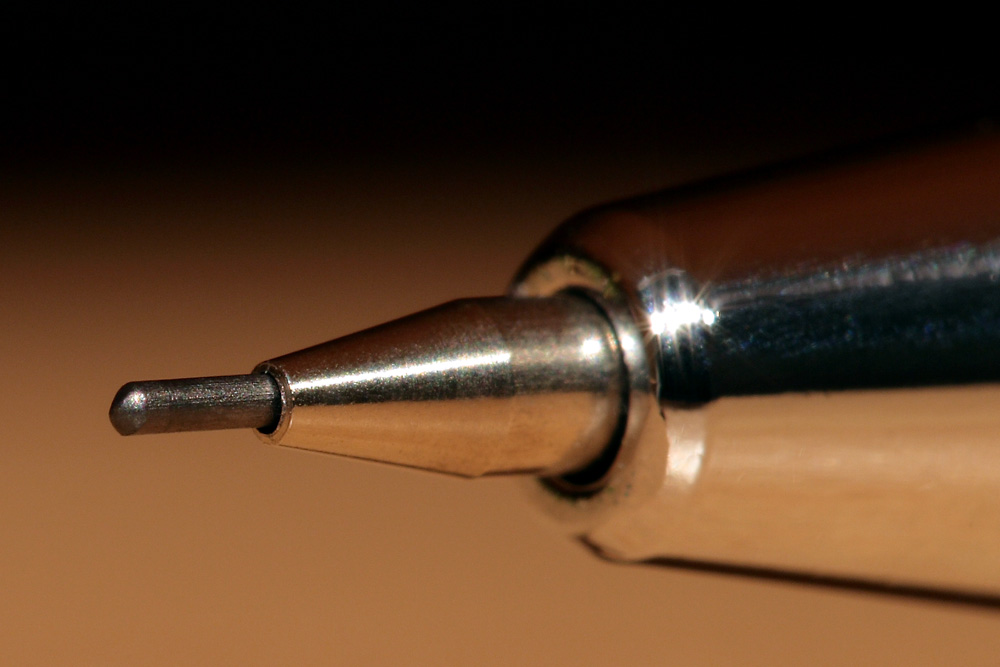
Minenspitze in ihrer Führung in Vergrößerung

- Der Drehbleistift oder Füllbleistift erreicht den Vorschub der Mine durch einen Drehmechanismus des Stiftes anstatt mit Hilfe des Druckknopfes.
- Es gibt Multifunktionsgeräte, vor allem Kombinationen von Feinminenstift und Kugelschreiber.
- Manche Druckbleistifte oder Fallminenstifte haben einen integrierten Radiergummi am oberen Ende, welcher oftmals als Abdeckung für den Minenvorratsbehälter dient.
- Manche Druckbleistifte haben an diesem Radiergummi eine Nadel, die der Dicke der verwendeten Minen entspricht. Diese Nadel kann verwendet werden, um verklemmte Reste aus dem Röhrchen an der Spitze des Bleistifts zu lösen.
- Das Röhrchen an der Spitze der Druckbleistifte ist speziell bei geringen Minendicken recht empfindlich und kann beim Transport z. B. in einer Tasche verbiegen. Hochwertige Druckbleistifte haben deshalb häufig eine Mechanik, die das Röhrchen im Stiftkörper versenken kann wenn der Stift nicht gebraucht wird.
- Beim Schreiben oder Zeichnen mit einem Druckbleistift wird die Minenspitze schnell keilförmig, wodurch die Strichdicke beeinflusst wird. Speziell bei technischen Zeichnungen ist es daher nicht unüblich, den Stift nach jedem Strich etwas zu drehen. Ein japanischer Hersteller hat aus diesem Grund einen Druckbleistift entwickelt, der mit einer mechanischen Kupplung die Mine automatisch bei jedem Aufsetzen etwas weiterdreht, wodurch die Spitze kegelförmig wird. (Mitsubishi: Uni Kuru Toga)